# Naditu
Naditu es el nombre con el que se conoce a una clase social, reconocida legalmente y ocupada por mujeres que vivían en los templos, existente en la sociedad babilónica.
Naditu era la mujer que no vivía en el seno de la familia patriarcal, la considerada como normal. Una naditu vivía generalmente en edificios similares a los monasterios, pero poseía un hogar propio dentro de estos complejos y era jurídicamente independiente. Podía contratar, pedir prestado dinero y realizar transacciones de negocios negadas normalmente al resto de las mujeres; los registros existentes demuestran que eran muy activas. En general, estas mujeres eran parte de la élite, a menudo miembros de la familia real. El estatus de los hieródulos era considerablemente inferior, al igual que su nivel de educación.
Su independencia financiera estaba basada en su dote, que no podía ser traspasada a un varón; la dote era la compensación por no ser incluida en la herencia, ya que ésta seguía la línea masculina. A su fallecimiento, la dote volvía a sus hermanos o, en su defecto, a otros parientes. No está claro si todas las naditus podían contraer matrimonio o si este derecho solo lo tenían las pertenecientes al templo de Marduk. Según algunas fuentes el celibato (o al menos la ausencia de hijos) era un requisito, como se refleja en el significado de la palabra naditu: barbecho.
Hay muchos escritos atribuidos a las naditus, lo que no es extraño ya que, según la epopeya de Gilgamesh, la escritura es creación de una diosa. En el templo de Inanna en Erech las tablillas más antiguas que se han encontrado están fechadas en el cuarto milenio a. C., y muchas naditus vivieron allí, aunque su función religiosa no es del todo clara. No es probable que fueran sacerdotisas, pero quizá tuviesen un cometido específico respecto a la deidad. 
A lo largo de los ríos Tigris y Éufrates todavía quedan templos de Inanna donde residían esas naditus. El templo de Uruk (circa 3000 a. C.) es el mayor de ellos, y fue reconstruido y ampliado regularmente. Una escultura de una cabeza de mujer y el bien conocido Vaso de Uruk (ahora en el museo de Bagdad) descubiertos allí muestran aspectos de la arcaica cultura de la diosa madre: imágenes de bosques y lugares sagrados, hombres recolectando la cosecha y cabras, que indicaban el orden social en esa época.
En los últimos tiempos de la Grecia Antigua, las hetairas obtuvieron un estatus similar en una sociedad marcadamente patriarcal.